# Luís Carlos Novo Neto
Luís Carlos Novo Neto (nascut el 26 de maig de 1988) és un jugador professional de futbol portuguès que juga per al club rus FC Zenit Sant Petersburg com a defensa central.